# Masteria macgregori
Masteria macgregori är en spindelart som först beskrevs av William Joseph Rainbow 1898.  Masteria macgregori ingår i släktet Masteria och familjen Dipluridae. Inga underarter finns listade i Catalogue of Life.